# Zero (kunst)

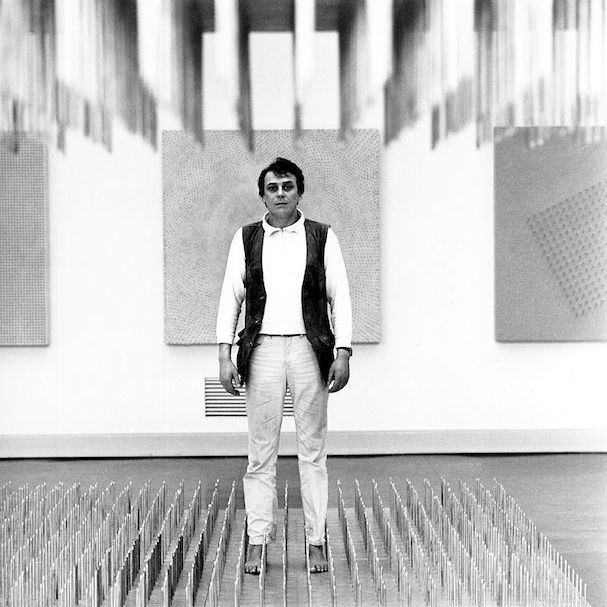
Günther Uecker door Lothar Wolleh

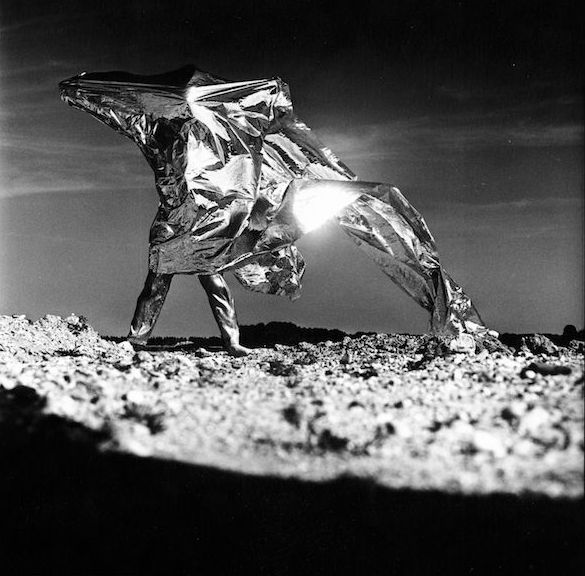
Heinz Mack door Lothar Wolleh

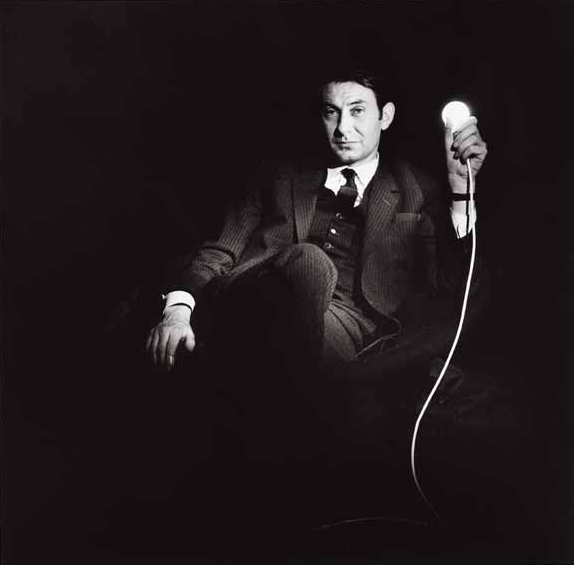
Otto Piene door Lothar Wolleh

ZERO is een beweging in de moderne kunst in de periode van 1958 tot 1966.

## Geschiedenis
Zero was een kunstenaarsgroep die in 1958 in Düsseldorf werd opgericht door Heinz Mack en Otto Piene. Het woord 'zero' betekende in de woorden van Piene: "een zone van stilte en van pure mogelijkheden voor een nieuw begin”. In 1961 voegde Günther Uecker zich bij de groep. ZERO, geschreven met hoofdletters, staat voor de internationale beweging, met artiesten uit Duitsland, Nederland, België, Frankrijk, Zwitserland en Italië. De beweging wordt gewoonlijk geïnterpreteerd als een reactie op het abstracte expressionisme door te beweren dat kunst geen kleur, emotie en individuele expressie mag hebben. De Zero-groep onderhield talrijke internationale contacten, onder anderen met de Italiaan Lucio Fontana, de Fransman Yves Klein (die het belang van de pure kleurwaarneming beklemtoonde) en de Zwitser Jean Tinguely (kinetische kunst, roterende objecten). In Nederland werd Zero vertegenwoordigd door de leden van de Nederlandse Nul-beweging met Henk Peeters als promoter. De Zero-groep viel in 1966 uiteen.
ZERO sluit aan bij het constructivisme en vertoont verwantschap met de op-art. De stroming was een voorloper van de conceptual art, land art, minimal art.

## Kenmerken
De kenmerken van ZERO zijn licht, beweging en monochrome schilderkunst. Om met licht en schaduw te spelen maken de kunstenaars vaak gebruik van spijkers, reliëf en geribbelde oppervlakten. Er is geen scherpe grens meer tussen schilderkunst en beeldhouwkunst. Men streeft ook naar een symbiose van natuur, kunst en techniek, een immaterieel effect en ruimtelijke expansie.

## Onderzoek
De ZERO foundation werd in 2008 opgericht door Mattijs Visser met Zero-kunstenaars Heinz Mack, Otto Piene en Günther Uecker en Museum Kunstpalast in Düsseldorf. De stichting heeft op zich genomen de werken en documenten van de Zero-groep te onderzoeken, te bewaren en te presenteren. Het 0-INSTITUTE richt zich op de internationale ZERO-bewegingen uit de jaren zestig en doet onderzoek met het doel om in digitale vorm informatie te publiceren over kunstenaars, schrijvers, tentoonstellingen en curatoren. Het instituut bouwt aan een internationaal web-archief met foto's, correspondentie en essays, historisch en recent.

## Zero kunstenaars
De belangrijkste kunstenaars van ZERO zijn:
- Nederland: Armando, Jan Henderikse, Henk Peeters, Jan Schoonhoven, Herman de Vries, Stanley Brouwn
- België: Pol Bury, Walter Leblanc, Jef Verheyen, Paul Van Hoeydonck
- Duitsland: Hermann Bartels, Hermann Goepfert, Gerhard von Graevenitz, Gotthard Graubner, Hans Haacke, Oskar Holweck, Adolf Luther, Heinz Mack, Otto Piene, Uli Pohl, Hans Salentin, Günther Uecker
- Italië: Agostino Bonalumi, Enrico Castellani, Giani Colombo, Dadamaino, Piero Dorazio, Lucio Fontana, Francesco Lo Savio, Piero Manzoni, Almir Mavignier, Turi Simeti, Nanda Vigo
- Frankrijk: Bernard Aubertin, Arman, Yves Klein
- Japan: Akira Kanayama, Yayoi Kusama, Sadamasa Motonaga, Saburo Murakami, Shozo Shimamoto Kazuo Shiraga, Atsuko Tanaka, Tsuruko Yamazaki, Jiro Yoshihara, Michio Yoshihara
- Zwitserland: Christian Megert, Daniel Spoerri, Jean Tinguely
- Venezuela: Jesus Rafael Soto

## Tentoonstellingen (selectie)

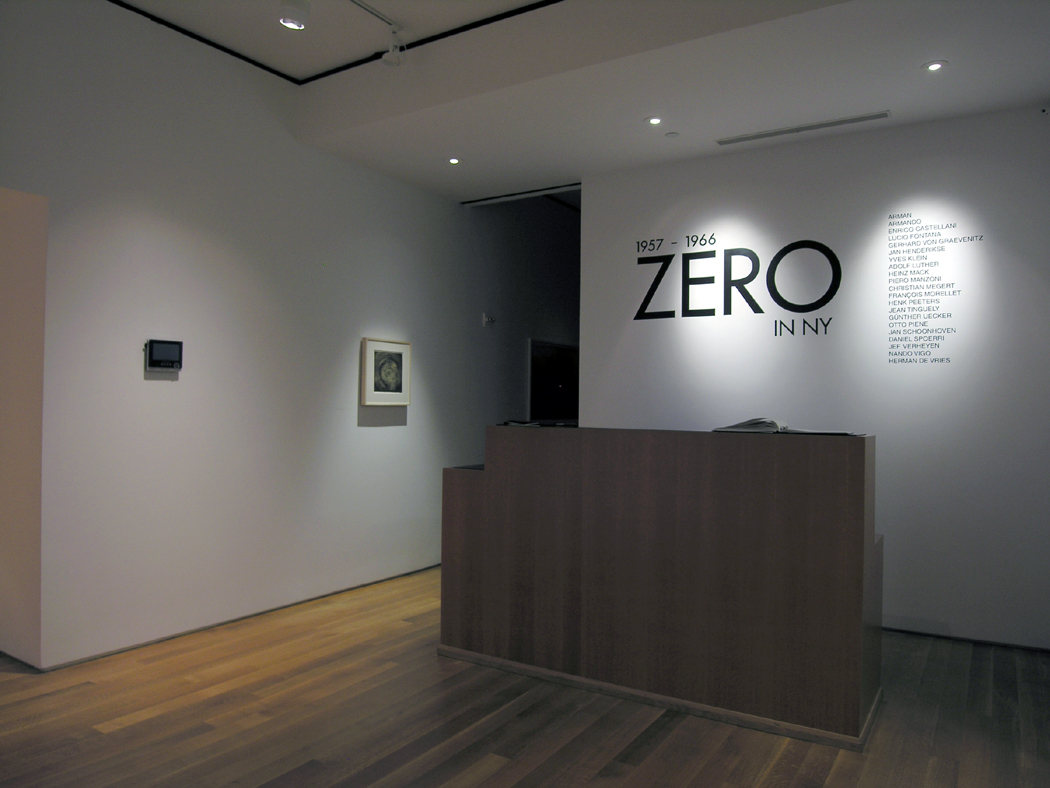
ZERO in NY, Sperone Westwater Gallery, New York

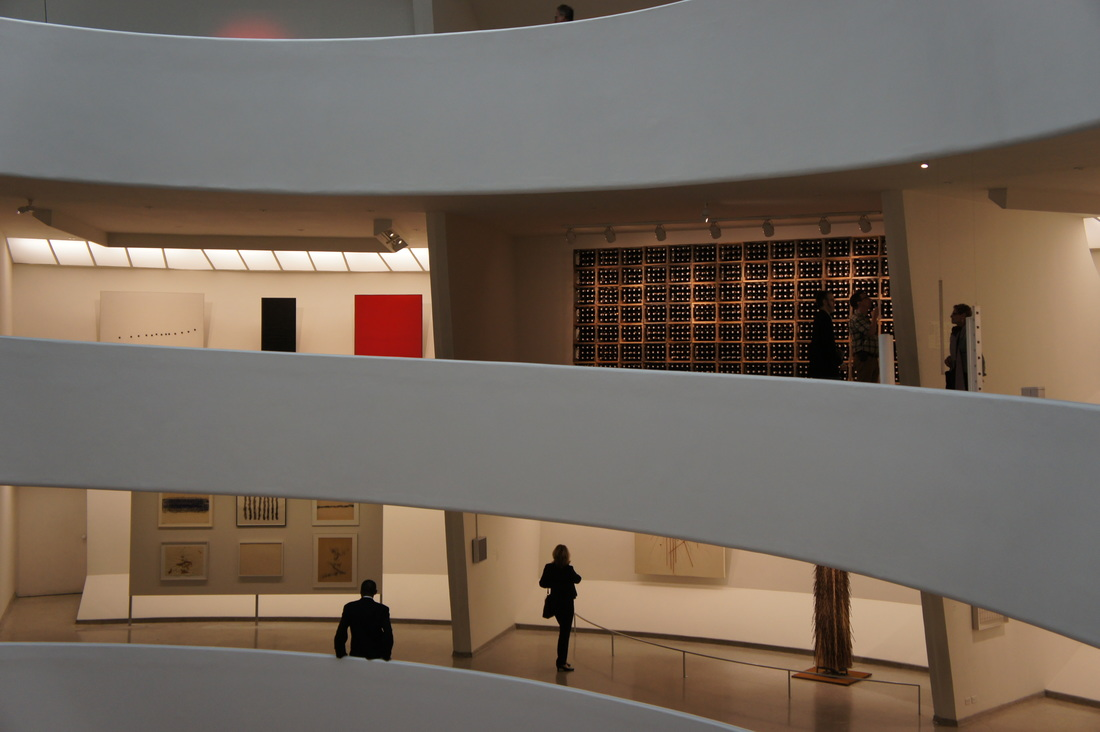
ZERO, Guggenheim, New York

Günther Uecker, Gropiusbau, Berlin

- 1958: Das rote Bild, zevende tentoonstelling op 24 april, Atelier Otto Piene, Düsseldorf. Daarbij verscheen: ZERO, Nr. 1.
- 1958: Vibration, achtste tentoonstelling op 2 oktober 1958. Daarbij verscheen: ZERO, Nr. 2.
- 1959: dynamo 1, Galerie Renate Boukes, Wiesbaden
- 1961: ZERO. Edition, Exposition, Demonstration, Galerie Schmela, Düsseldorf
- 1961: Bewogen Beweging, Stedelijk Museum, Amsterdam
- 1962: exposition nul, Stedelijk Museum, Amsterdam
- 1963: Mack, Piene, Uecker, Museum Haus Lange, Krefeld
- 1964: documenta, Kassel
- 1964: Mack, Piene, Uecker. ZERO, Howard Wise Gallery, New York
- 1964: Group ZERO. Mack Piene Uecker, Washington Gallery of Modern Art, Washington D.C.
- 1965: Mack, Piene Uecker, Kestner-Gesellschaft, Hannover
- 1966: ZERO in Bonn. Mack, Piene, Uecker, Städtische Kunstsammlungen, Bonn
- 1979: Zero internationaal Antwerpen
- 2004: ZERO.1958–1968 tra Germania e Italia, Palazzo delle Papesse, Siena
- 2005: Zero Interest! Galleria Civica di Arte Contemporanea, Trento
- 2006: ZERO, Museum der Moderne, Salzburg
- 2006: ZERO, Museum Kunstpalast, Düsseldorf
- 2008: ZERO, Sperone Westwater Gallery, New York
- 2008/9: ZERO lebt, kunsthalle weishaupt, Ulm
- 2010: ZERO bis unendlich, Schauwerk Sindelfingen
- 2011: nul=0 Nederlandse Avant Garde in een internationale context 1961-1966], Stedelijk Museum Schiedam, Schiedam[2]
- 2014: Countdown to Tomorrow, Guggenheim, New York
- 2015: ZERO, Martin-Gropius-baus, Berlin
- 2015: Zero: Let Us Explore the Stars, Stedelijk Museum Amsterdam

## Publicaties
- ZERO in NY, the ZERO foundation/Sperone Westwater, New York/Düsseldorf/Gent 2008, ISBN 9789076979731
- ZERO. Internationale Künstler Avantgarde der 50er/60er Jahre met teksten van Jean-Hubert Martin, Valerie Hilling, Catherine Millet en Mattijs Visser, Museum Kunst Palast, Düsseldorf/Cantz, Ostfildern 2006, ISBN 3980906043